# UAE Tour femení de 2025
L'UAE Tour femení de 2025 fou la 3a edició de l'UAE Tour femení, prova de ciclisme de carretera que formava part de l'UCI Women's World Tour 2025. Es disputà entre el 6 i el 9 de febrer als Emirats Àrabs Units i fou la tercera competició de la màxima categoria de ciclisme.
L'italiana Elisa Longo Borghini (UAE Team ADQ) guanyà l'etapa reina i es proclamà vencedora de la classificació generql, seguida per la seva compatriota i companya d'equip Silvia Persico i per la ciclista de Maurici Kimberley Le Court (AG Insurance - Soudal Team). Per la seva banda, la neerlandesa Lorena Wiebes (Team SD Worx-Protime), vencedora de tres etapes, fou la guanyadora de la classificació dels punts; l'alemanya Antonia Niedermaier (Canyon-SRAM Racing) fou la millor jove i l'UAE Team ADQ fou el millor equip.

## Equips
Vint equips van participar a la cursa. D'aquests, quinze eren UCI Women's WorldTeams, quatre UCI Women's ProTeams i un UCI Women's Continental Team.
| UCI Women's WorldTeams (15)- UAE Team ADQ - Liv AlUla Jayco - Canyon//SRAM zondacrypto - Human Powered Health - AG Insurance-Soudal Team - Movistar Team - Team Picnic PostNL - Uno-X Mobility - Team SD Worx-Protime - Fenix-Deceuninck - FDJ-Suez - Ceratizit Pro Cycling Team - Roland - Lidl-Trek - Team Visma \| Lease a Bike UCI Women's ProTeams (4)- EF Education-Oatly - Laboral Kutxa-Fundación Euskadi - Cofidis Women Team - St Michel-Preference Home-Auber93 |
| |

## Etapes
| Etapa | Data        | Ciutats d'etapa                                           | Distància (km) | Tipus  | Tipus             | Vencedora d'etapa          |
| ----- | ----------- | --------------------------------------------------------- | -------------- | ------ | ----------------- | -------------------------- |
| 1     | 6 de febrer | Dubai Police Officer's Club – Dubai Harbour               | 149 km         |        | Etapa plana       | Lorena Wiebes (NED)        |
| 2     | 7 de febrer | Al Dhafra Fort – Al Mirfa                                 | 111 km         |        | Etapa plana       | Lorena Wiebes (NED)        |
| 3     | 8 de febrer | Al Ain Qasr Al Muwaiji – Jebel Hafeet                     | 152 km         |        | Etapa de muntanya | Elisa Longo Borghini (ITA) |
| 4     | 9 de febrer | Fatima Bint Mubarak Ladies Academy – Abu Dhabi Breakwater | 128 km         |        | Etapa plana       | Lorena Wiebes (NED)        |
| Total | Total       | Total                                                     | 540 km         | 540 km | 540 km            | 540 km                     |

## Classificacions finals

### Classificació general
| \| Classificació general \| Classificació general \| Classificació general \| Classificació general \| Classificació general \| \| Ciclista \| Ciclista \| Equip \| Temps \| \| \| --------------------- \| --------------------- \| ------------------------ \| --------------------- \| --------------------- \| \| 1r \| Elisa Longo Borghini \| UAE Team ADQ \| 13h 14' 57" \| \| \| 2n \| Silvia Persico \| UAE Team ADQ \| + 2' 06" \| \| \| 3r \| Kimberley Le Court \| AG Insurance-Soudal Team \| + 2' 08" \| \| \| 4t \| Monica Trinca Colonel \| Liv AlUla Jayco \| + 2' 18" \| \| \| 5è \| Karlijn Swinkels \| UAE Team ADQ \| + 3' 02" \| \| \| 6è \| Barbara Malcotti \| Human Powered Health \| + 3' 10" \| \| \| 7è \| Antonia Niedermaier \| Canyon//SRAM zondacrypto \| + 3' 15" \| \| \| 8è \| Katrine Aalerud \| Uno-X Mobility \| + 3' 34" \| \| \| 9è \| Mareille Meijering \| Movistar Team \| + 3' 40" \| \| \| 10è \| Pfeiffer Georgi \| Team Picnic PostNL \| + 3' 42" \| \| |                       |                          |             |
| |                       |                          |             |
| Font: ProCyclingStats |                       |                          |             |
| Classificació general |                       |                          |             |
| Ciclista | Ciclista              | Equip                    | Temps       |
| 1r | Elisa Longo Borghini  | UAE Team ADQ             | 13h 14' 57" |
| 2n | Silvia Persico        | UAE Team ADQ             | + 2' 06"    |
| 3r | Kimberley Le Court    | AG Insurance-Soudal Team | + 2' 08"    |
| 4t | Monica Trinca Colonel | Liv AlUla Jayco          | + 2' 18"    |
| 5è | Karlijn Swinkels      | UAE Team ADQ             | + 3' 02"    |
| 6è | Barbara Malcotti      | Human Powered Health     | + 3' 10"    |
| 7è | Antonia Niedermaier   | Canyon//SRAM zondacrypto | + 3' 15"    |
| 8è | Katrine Aalerud       | Uno-X Mobility           | + 3' 34"    |
| 9è | Mareille Meijering    | Movistar Team            | + 3' 40"    |
| 10è | Pfeiffer Georgi       | Team Picnic PostNL       | + 3' 42"    |

### Classificacions secundàries
| Classificació per punts | Classificació per punts | Classificació per punts | Classificació per punts | Classificació per punts |
| Ciclista                | Ciclista                | Equip                   | Punts                   |                         |
| ----------------------- | ----------------------- | ----------------------- | ----------------------- | ----------------------- |
| 1r                      | Lorena Wiebes           | SD Worx-Protime         | 60 pts                  |                         |
| 2n                      | Elisa Longo Borghini    | UAE Team ADQ            | 42 pts                  |                         |
| 3r                      | Iara Gillespie          | UAE Team ADQ            | 35 pts                  |                         |
| 4t                      | Silvia Persico          | UAE Team ADQ            | 25 pts                  |                         |
| 5è                      | Karlijn Swinkels        | UAE Team ADQ            | 20 pts                  |                         |

| Classificació per punts | Classificació per punts | Classificació per punts | Classificació per punts | Classificació per punts |
| Ciclista                | Ciclista                | Equip                   | Punts                   |                         |
| ----------------------- | ----------------------- | ----------------------- | ----------------------- | ----------------------- |
| 1r                      | Lorena Wiebes           | SD Worx-Protime         | 60 pts                  |                         |
| 2n                      | Elisa Longo Borghini    | UAE Team ADQ            | 42 pts                  |                         |
| 3r                      | Iara Gillespie          | UAE Team ADQ            | 35 pts                  |                         |
| 4t                      | Silvia Persico          | UAE Team ADQ            | 25 pts                  |                         |
| 5è                      | Karlijn Swinkels        | UAE Team ADQ            | 20 pts                  |                         |

| Classificació de la millor jove | Classificació de la millor jove | Classificació de la millor jove | Classificació de la millor jove | Classificació de la millor jove |
| Ciclista                        | Ciclista                        | Equip                           | Temps                           |                                 |
| ------------------------------- | ------------------------------- | ------------------------------- | ------------------------------- | ------------------------------- |
| 1r                              | Antonia Niedermaier             | Canyon//SRAM zondacrypto        | 13h 18' 12"                     |                                 |
| 2n                              | Nienke Vinke                    | Team Picnic PostNL              | + 47"                           |                                 |
| 3r                              | Flora Perkins                   | Fenix-Deceuninck                | + 5' 49"                        |                                 |
| 4t                              | Lucia Ruiz Pérez                | Movistar Team                   | + 6' 23"                        |                                 |
| 5è                              | Julie De Wilde                  | Fenix-Deceuninck                | + 6' 50"                        |                                 |

| Classificació de la millor jove | Classificació de la millor jove | Classificació de la millor jove | Classificació de la millor jove | Classificació de la millor jove |
| Ciclista                        | Ciclista                        | Equip                           | Temps                           |                                 |
| ------------------------------- | ------------------------------- | ------------------------------- | ------------------------------- | ------------------------------- |
| 1r                              | Antonia Niedermaier             | Canyon//SRAM zondacrypto        | 13h 18' 12"                     |                                 |
| 2n                              | Nienke Vinke                    | Team Picnic PostNL              | + 47"                           |                                 |
| 3r                              | Flora Perkins                   | Fenix-Deceuninck                | + 5' 49"                        |                                 |
| 4t                              | Lucia Ruiz Pérez                | Movistar Team                   | + 6' 23"                        |                                 |
| 5è                              | Julie De Wilde                  | Fenix-Deceuninck                | + 6' 50"                        |                                 |

| Classificació per equips | Classificació per equips | Classificació per equips | Classificació per equips |
| Equip                    | Equip                    | Temps                    |                          |
| ------------------------ | ------------------------ | ------------------------ | ------------------------ |
| 1r                       | UAE Team ADQ             | 39h 49' 01"              |                          |
| 2n                       | Liv AlUla Jayco          | + 12' 27"                |                          |
| 3r                       | Canyon//SRAM zondacrypto | + 13' 10"                |                          |
| 4t                       | Human Powered Health     | + 16' 32"                |                          |
| 5è                       | AG Insurance-Soudal Team | + 16' 40"                |                          |

| Classificació per equips | Classificació per equips | Classificació per equips | Classificació per equips |
| Equip                    | Equip                    | Temps                    |                          |
| ------------------------ | ------------------------ | ------------------------ | ------------------------ |
| 1r                       | UAE Team ADQ             | 39h 49' 01"              |                          |
| 2n                       | Liv AlUla Jayco          | + 12' 27"                |                          |
| 3r                       | Canyon//SRAM zondacrypto | + 13' 10"                |                          |
| 4t                       | Human Powered Health     | + 16' 32"                |                          |
| 5è                       | AG Insurance-Soudal Team | + 16' 40"                |                          |

## Evolució de les classificacions
| Etapa    |                   | Vencedora _          | Classificació general _ |
| -------- | ----------------- | -------------------- | ----------------------- |
| 1a etapa | etapa plana       | Lorena Wiebes        | Lorena Wiebes           |
| 2a etapa | etapa plana       | Lorena Wiebes        | Lorena Wiebes           |
| 3a etapa | etapa de muntanya | Elisa Longo Borghini | Elisa Longo Borghini    |
| 4a etapa | etapa plana       | Lorena Wiebes        | Elisa Longo Borghini    |
| Final    | Final             |                      | Elisa Longo Borghini    |